# Anton Olson
Emanuel Antonius (Anton) Olson, född 23 juli 1881 i Gävle, död 15 december 1967 i Stockholm (Kungsholm), var en svensk schackspelare. Han var bror till Anders och Hjalmar Olson.
Han blev Sverigemästare i schack 1921. Olson spelade tre matcher om titeln, alla mot Gustaf Nyholm: 1919 då han förlorade (1,5–3,5), 1921 då han vann (3–2) och 1921 då han förlorade (1,5–3,5).
1919 blev han Nordisk mästare i schack – delad förstaplats med Rudolf Spielmann.